# Jacques Doré

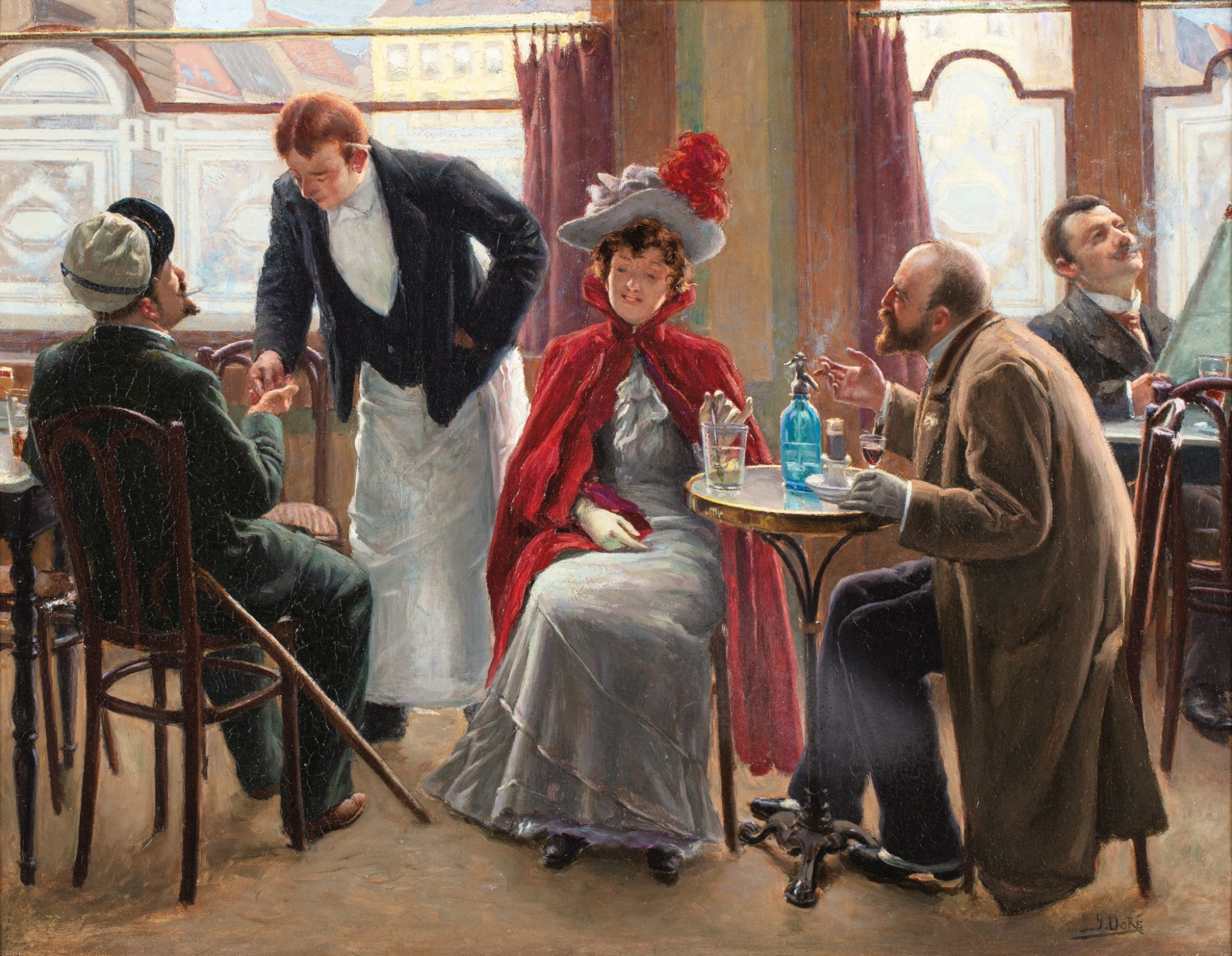
Jacques Doré: In der Kneipe

Jacques Doré, auch Jaak Doré, (geboren am 8. November 1861 in Antwerpen; gestorben am 22. November 1929 in Halle, Provinz Antwerpen) war ein belgischer Maler, Zeichner und Plakatkünstler.

## Leben
Jacques Doré kam 1861 in Antwerpen zur Welt. Sein Vater arbeitete als Getreidehändler und hieß ebenfalls Jacques Doré, seine Mutter Anna war eine geborene Smekens. Nach der schulischen Ausbildung studierte er Malerei an der Koninklijken Academie voor Schone Kunsten Antwerpen. Als Maler schuf er traditionelle Porträts, Interieurs, Genrestücke und später auch Landschaften im Stil des Luminismus. 1884 nahm er in Brüssel an der Ausstellung Exposition générale des Beaux-arts teil, 1890 stellte er in Antwerpen im Salon Arte et Labore aus. Darüber hinaus war er im Geschäft seines Vaters tätig.
1891 ließ sich Doré von der neu gegründeten Kolonialgesellschaft Syndicat commercial du Katanga für monatlich 150 Franc zu einer Afrika-Expedition anwerben. Zusammen mit rund 20 weiteren Europäern sollte er unter der Leitung des Elfenbeinhändlers Arthur Hodister im Kongo-arabischen Krieg gegen arabische Sklavenhändler aktiv werden. Bei dieser Auseinandersetzung im belgischen Kongo-Freistaat handelte es sich vor allem um einen Handelskrieg. Doré reiste im Kongo über Matadi, Léopoldville, Umangi, Stanleyville und weiter entlang des Flusses Lualaba bis nach Bena-Kamba, Riba-Riba und Kasongo. Die Unternehmung missglückte und kostete mehreren Teilnehmern der Gruppe das Leben. Einige der mitgereisten Europäer starben bei Kämpfen oder in Gefangenschaft, andere an Krankheiten. Doré, der unter einer Hepatitis-Erkrankung litt, kehrte 1892 nach Europa zurück. Den Winter 1892/1893 verbrachte er zur Erholung auf den Kanarischen Inseln. Eine vollständige Heilung seiner Krankheit trat jedoch nie ein.
Von seinen Reisen brachte Doré zahlreiche Skizzen mit, nach denen später einige Gemälde mit afrikanischen und kanarischen Motiven entstanden. Er nahm 1894 erneut am Salon Arte et Labore in Antwerpen teil und stellte 1895 auf der Triennale in Gent aus. Neben der Malerei widmete sich Doré auch der Plakatkunst. Zu seinen bekanntesten Arbeiten gehört das 1912 entstandene Motiv Anvers! Tout le Monde descend à la Scala. Im Alter ließ sich in Doré in der Region Kempen nieder, wo er 1929 in Halle verstarb.

## Werke

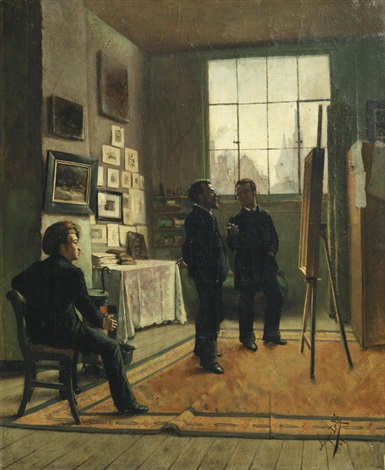
Atelier des Malers
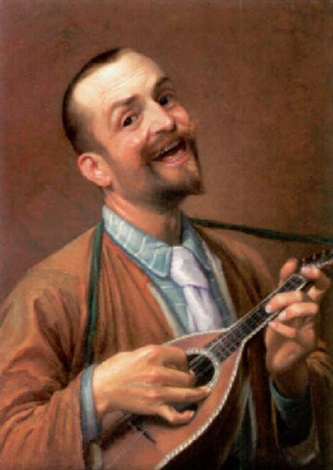
der Sänger mit der Mandoline
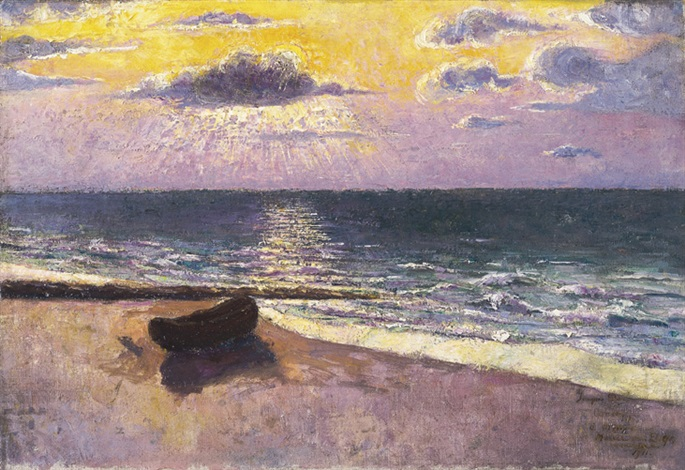
Sonnenuntergang in Kongo
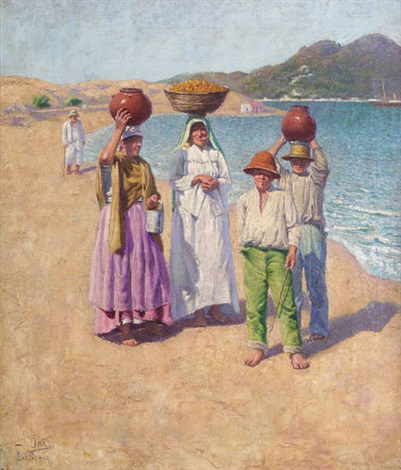
Las Palmas
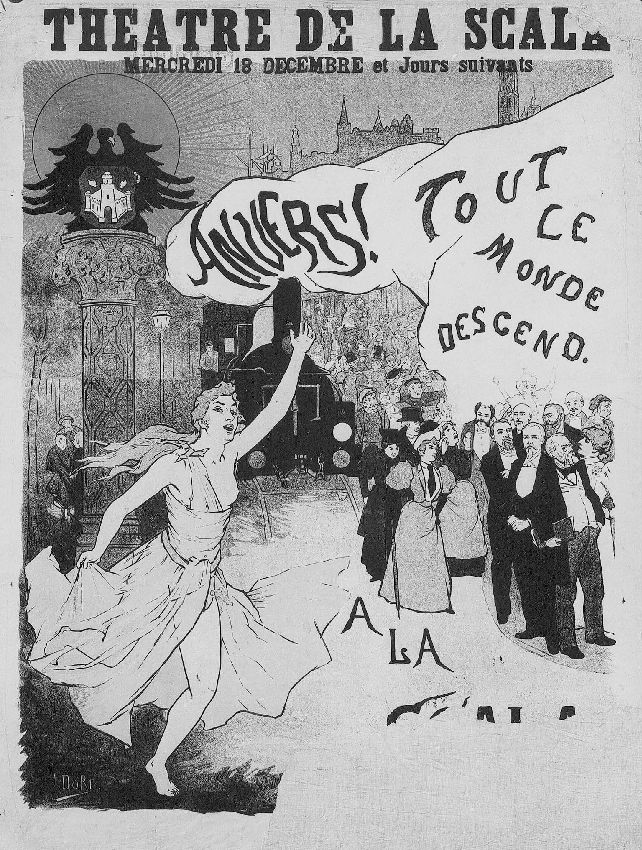
Plakat: Théatre de la Scala Anvers! Tout le monde descend